# Mohamed Benomar
Pour les articles homonymes, voir Benomar.
Cet article possède un paronyme, voir Mohamed Ben Omar.
 (février 2024).
La mise en forme du texte ne suit pas les recommandations de Wikipédia : il faut le « wikifier ».
Les points d'amélioration suivants sont les cas les plus fréquents :
- Les titres sont pré-formatés par le logiciel. Ils ne sont ni en capitales, ni en gras.
- Le texte ne doit pas être écrit en capitales (les noms de famille non plus), ni en gras, ni en italique, ni en « petit »…
- Le gras n'est utilisé que pour surligner le titre de l'article dans l'introduction, une seule fois.
- L'italique est rarement utilisé : mots en langue étrangère, titres d'œuvres, noms de bateaux, etc.
- Les citations ne sont pas en italique mais en corps de texte normal. Elles sont entourées par des guillemets français : « et ».
- Les listes à puces sont à éviter, des paragraphes rédigés étant largement préférés. Les tableaux sont à réserver à la présentation de données structurées (résultats, etc.).
- Les appels de note de bas de page (petits chiffres en exposant, introduits par l'outil «  Source ») sont à placer entre la fin de phrase et le point final[comme ça].
- Les liens internes (vers d'autres articles de Wikipédia) sont à choisir avec parcimonie. Créez des liens vers des articles approfondissant le sujet. Les termes génériques sans rapport avec le sujet sont à éviter, ainsi que les répétitions de liens vers un même terme.
- Les liens externes sont à placer uniquement dans une section « Liens externes », à la fin de l'article. Ces liens sont à choisir avec parcimonie suivant les règles définies. Si un lien sert de source à l'article, son insertion dans le texte est à faire par les notes de bas de page.
- La présentation des références doit suivre les conventions bibliographiques. Il est recommandé d'utiliser les modèles {{Ouvrage}}, {{Chapitre}}, {{Article}}, {{Lien web}} et/ou {{Bibliographie}}. Le mode d'édition visuel peut mettre en forme automatiquement les références.
- Insérer une infobox (cadre d'informations à droite) n'est pas obligatoire pour parachever la mise en page.

Pour une aide détaillée, merci de consulter Aide:Wikification.
Si vous pensez que ces points ont été résolus, vous pouvez retirer ce bandeau et améliorer la mise en forme d'un autre article.

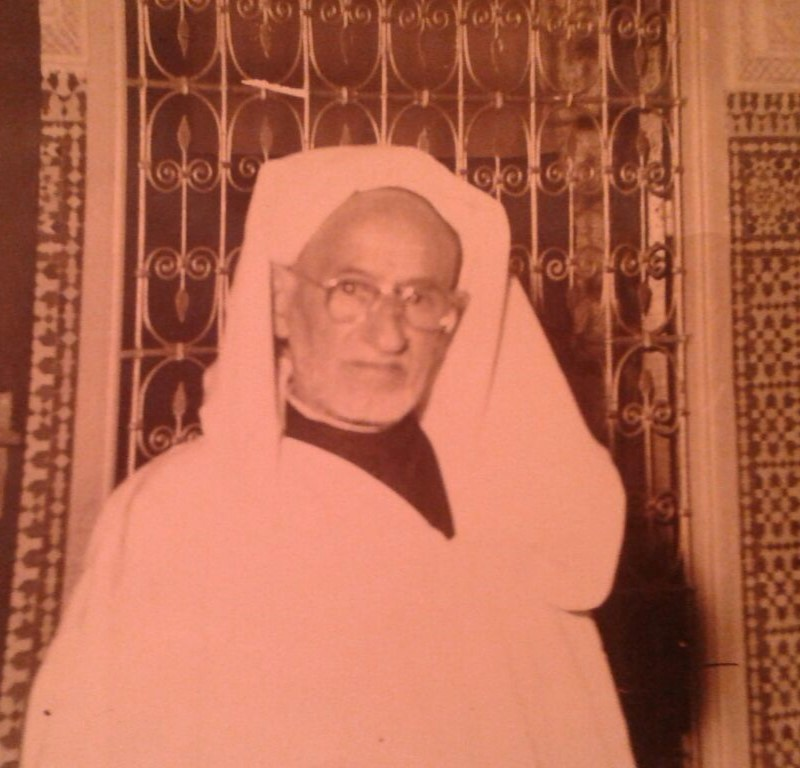
Haj Mohamed Ben Omar (Architecte, entrepreneur en bâtiment, homme politique de la ville de Salé)

Hadj Mohamed Ben Hadj Abdallah Ben Abderrahmane Benomar (en Arabe : الحاج محمد بن الحاج عبد الله بن عبد الرحمن بنعمر), né en 1883 et mort en 1963 à Salé, au Maroc, est un notable marocain réputé de Salé, considéré parmi les premiers grands entrepreneurs de construction du Maroc dans la première partie du XXème siècle, "habile architecte musulman,", nationaliste du temps des protectorats au Maroc et distingué pour avoir participé à la construction ou à la restauration de plusieurs ouvrages emblématiques, tels que la Koutoubia, la mosquée Assouna, le quartier des Habous ou la mosquée Sidi-Mohamed à Casablanca.
Il a été un des premiers membres musulmans de la commission municipale de Salé (ancêtre des communes marocaines), nommé le 19 Juin 1933, de même qu'il a participé aux travaux de la section marocaine du Conseil du Gouvernement.

## Biographie
Hadj Mohamed ben Hadj Abdallah Ben Omar est issu d'une famille réputée à Salé ayant des relations de parentèles avec diverses familles de Salé, notamment les Hassouni, les Zniber (étant marié avec Khaddouj Zniber, ses filles étant mariées avec des membres des familles Hassouni et Zniber), les Benkhadra, les Aouad et les Nejjar. Après avoir commencé sa carrière comme commerçant et avoir gardé cette réputation, il affirme sa vocation d'entrepreneur en maçonnerie, et devient progressivement un entrepreneur musulman de référence, "bien connu au Maroc", spécialisé dans les grands ouvrages inspirés par l'architecture traditionnelle, notamment les ouvrages religieux.
Il conduit des chantiers emblématiques dans tout le Maroc obtenant la supervision de projets jusqu'à Oujda. Il se distingue en particulier par sa capacité à mener parmi les plus grands chantiers de l'époque, notamment la Mosquée Al-Mohammedi de Casablanca, à laquelle le sultan Mohammed V donne son nom et qui est à l'époque l’une des plus grandes mosquées construites depuis le début du siècle au Maroc. Les journaux du Maroc et français reconnaissent l'art du "Malam Ben Omar", maitre architecte de cette grande mosquée avec le malam Abad, qui a été inaugurée par le  sultan Mohammed V le 12 Juin 1936, favorisant un rôle important des artisans de Salé. Le Sultan rend visite au chantier supervisé par Abad et Ben Omar en Août 1934 supervisant directement les travaux.
Durant la même période, il supervise avec un entrepreneur de Casablanca, la construction d'un grand hammam au quartier du Habous, premier du genre au Maroc. En 1931 ou 1932, lors de la proclamation du Dahir berbère, il fait nommer son fils Abdel-latif en raison de l'année du Latif, marquant les fortes protestations et inquiétudes face au Dahir Berbère, à laquelle participe activement son beau-frère Boubker Zniber.
Durant cette période, Hadj Mohamed est l'un des rares entrepreneurs musulmans à être adjudicataire de grands marchés publics dans différentes régions du Maroc. Beau-frère du nationaliste Abu Bakr Zniber et beau-père de Tahar Zniber, Hadj Mohamed Ben Omar fait partie du premier cercle de notables de Salé et participe à différentes activités mondaines et de bienfaisance. Il est surtout désigné comme un des premiers membres musulmans du conseil municipal de Salé en 1933, et est reconduit en 1938 et 1944. Il participe aussi à la section marocaine du Conseil de Gouvernement. A ce titre, il intervient notamment sur les questions d'habitat.
Dans les années trente et quarante, ses enfants Hadj Mohammed, Hadj Ahmed, Hadj Abdallah et Hadj Abdellatif reçoivent une éducation traditionnelle et à l'école des fils de notables de Salé. Son fils Hadj Ahmed décède subitement après avoir été camarde de promotion d'Abderrahim Bouabid et membre de l'association littéraire des anciens élèves de l'école des fils de notable de Salé. Son fils Hadj Abdallah prend la relève de son vivant durant les années 1950 et continuera sur cette lancée, en étant chargé de la construction de la grande mosquée de Dakar, inaugurée par Hassan II en 1964, la mosquée marocaine de Nouakchott et la décoration intérieure de la grande mosquée de Niamey.
La maison familiale « Dar Benomar » est considérée comme un exemple typique des grandes demeures familiales à Salé. 
Haj Mohamed Benomar a été décoré d'un Ouissam Alaouite de 5ème catégorie en Rajab 1355 (septembre 1936) et a obtenu auparavant un Dahir de privilège du Sultan daté du 21 Kaada 1350 (24 mars 1932).  